# سرباز (فیلم ۱۹۹۸)
سرباز (انگلیسی: Soldier) فیلمی در ژانر اکشن، علمی–تخیلی و ماجراجویی به کارگردانی پل دبلیو. اس. اندرسون است که در سال ۱۹۹۸ منتشر شد.

## بازیگران
- کرت راسل
- جیسون اسکات لی
- کانی نیلسن
- مایکل چکلیس
- گری بیوسی
- جیسون ایساکس
- کوربین بلو
- پال دیلان
- شان پرتوی

## داستان
«گروهبان تاد» (راسل)، جنگجوی ردهٔ بالای میان سیاره ای، در مبارزه ای از جنگجویانی که به کمک مهندسی ژنتیک به وجود آمده‌اند، شکست می‌خورد. او را به تصویر این که مرده در سفینهٔ «زباله» ها قرار می‌دهند و سفینه را در سیارهٔ دور دست «آرکادیا ۳۴» خالی می‌کنند. «تاد» که زنده مانده باید با جنگجویان «ابر انسان» به رهبری «کین ۶۰۷» مبارزه کند…